# 포르테냐
포르테냐(Porteño)는 스페인어로 항구 도시에 거주하는 사람을 일컫는 말이지만, 해당 항구 도시와 종속된 어느 것이라도 해당될 수 있다. 또, 포르테냐는 아르헨티나의 수도 부에노스아이레스를 중심으로 발달한 음악을 통틀어 이르는 말이다. 탱고나 밀롱가 따위를 말한다.